# 海洋飞沫行动
海洋飞沫行动是1950年美国海军进行的一项秘密实验，在该实验中，他们将粘质沙雷氏菌和萎缩芽孢杆菌喷洒在加利福尼亚州的旧金山湾区上 。

## 军事实验
1950年9月20日至27日，美国海军在旧金山海岸附近释放了病原体。根据部署在全市43个地点的监视设备结果，军队确定旧金山已接收足够的剂量，足以使该市近80万居民几乎每人都吸入至少5000个致病微粒。 

## 疾病
1950年10月11日，有十一名居民来到斯坦福医院检查，均被发现非常罕见的严重尿路感染。 尽管其中十名居民康复，但是在三周后，一名患者爱德华·内文逝世。 该市的其他医院均未报告类似的病例激增，全部11名患者在接受治疗后均患有尿路感染，这说明其感染源位于医院内部。  粘质沙雷氏菌释放后，旧金山的肺炎病例也有所增加，但尚未确定是否与之有因果关系。 该细菌还与苯酚和炭疽模拟物混合在一起，并作为DICE试验的一部分，被美国和英国军事科学家喷洒在多塞特郡南部，该试验在1971年至1975年间进行。
尿路感染暴发非常罕见，以至于斯坦福大学的医生将其写成医学期刊。
没有证据表明，在用细菌覆盖该地区之前，军队曾提前警告卫生当局。医生们后来想知道，该实验是否可能也导致了心脏瓣膜感染，以及1960年代和1970年代的静脉注射吸毒者中曾出现的严重感染。 

## 参议院小组委员会听证会
在1977年参议院小组委员会听证会上，美国军队披露了测试的存在。 军队官员在证词中指出了肺炎暴发，但表示他们的实验导致疫情是意料之外的情况。 军队指出，没有其他医院报告过类似的疫情，所有11名受害者在接受治疗后均患有尿路感染，这表明他们的感染源位于医院内部。

## 诉讼
1981年，内文尚存的家庭成员对联邦政府提起诉讼，指控军队对造成爱德华·J·内文死亡的过失和责任，以及因医疗费用给内文先生的妻子造成的经济和精神伤害。 
下级法院判决他们败诉，主要是因为没有证据能够证明该测试中使用的细菌导致了内文的死亡。 内文一家人一路向美国最高法院提起诉讼，而最高法院拒绝推翻下级法院的判决。

## 类似实验
在1977年的参议院小组委员会听证会上，军队透露： 
- 在1949年至1969年之间，他们进行了239次生物制剂的露天测试。 在其中的80个实验中，陆军表示使用了当时被认为是无害的活细菌。 而在其他实验里，他们使用惰性化学物质来模拟细菌。
- 在1950年代，军队研究人员将沙雷氏菌散布在巴拿马城和佛罗里达州的基韦斯特，并未导致任何已知的疾病。
- 在1950年代，军队研究人员在明尼苏达州和中西部其他州散布了硫化锌镉 （现在被确认为致癌因子），以了解它们在大气中的扩散程度。 他们在1000多英里外的纽约州发现了这些粒子。
- 从未显示出对人有害的芽孢杆菌在旧金山，纽约，华盛顿特区以及宾夕法尼亚州收费公路等地被释放。
- 1966年，在纽约，军事研究人员通过将充满细菌的灯泡丢到曼哈顿中城地铁站的轨道上，在地铁系统中传播了枯草芽孢杆菌的变种尼日尔 （据信是无害的）。 细菌在整个地铁系统中传播了数英里。 陆军官员在1968年1月的一份报告中得出结论：“在交通高峰期，用致病性病原体进行的类似秘密袭击能够使许多人受到感染，并随后生病或者死亡。”
- 1965年5月，军队华盛顿国家机场及其灰狗巴士客运站秘密释放了萎缩芽孢芽孢杆菌，在模拟袭击发生后的两周内，有130多名乘客暴露于细菌中，这些细菌传到了七个州的39个城市。[5]

## 了解更多
- 美国战争罪行
- 美国非道德人体实验